# Islote Águila

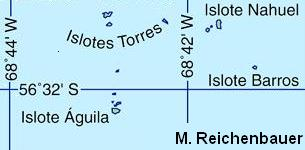
Översiktskarta.

Islote Águila (svenska Örnön) är en liten ö i ögruppen Diego Ramirezöarna i södra Chile. Ön är den sydligaste platsen i Sydamerika, och även den sydligaste platsen som inte tillhör Antarktis, och är därmed en av världens yttersta platser.

## Geografi
Islote Águila ligger i Drakes sund cirka 100 km sydväst om Kap Horn och cirka 790 km nordväst om Sydshetlandsöarna.
Den obebodda ön ligger i den södra gruppen bland Diego Ramirezöarna. Området är häckningsplats för chiletörnstjärt (Aphrastura spinicauda) och gråhuvad albatross (Thalassarche chrysostoma).
Förvaltningsmässigt ligger Diego Ramirezöarna i kommunen Cabo de Hornos i provinsen Provincia de la Antártica Chilena i regionen Región de Magallanes y de la Antártica Chilena.

## Historia
Diego Ramirezöarna upptäcktes den 10 februari 1619 av den spanska Garcia de Nodal expeditionen under ledning av Gonzálo Garcia de Nodal och brodern Bartolomé Garcia de Nodal med uppdrag att utforska området. Ögruppen namngavs efter expeditionens kartograf Diego Ramírez de Arellano.
Området var det sydligaste kända landområdet i 156 år tills upptäckten av Sydshetlandsöarna år 1775.